# M 4 (TV-kanal)
M4 var under 1990-talet en vanlig benämning på en potentiell fjärde svensk marksänd TV-kanal och det nät där kanalen skulle sända.
Den statliga utredningen Tekniskt utrymme för ytterligare TV-sändningar (SOU 1994:34) ansåg att det fanns frekvensutrymme för ytterligare två marksända TV-kanaler. En kanal, M4 skulle täcka 98 procent av landet och en annan, M5 skulle täcka 85 procent. Utredningen ses också som den första som tog upp en eventuell introduktion av marksänd digital-TV.
Vad frekvenskanalen skulle användas till har det tvistats det om. 1994 publicerades promemorian Regler och villkor för ny marksänd TV av det borgerliga Kulturdepartementet, lett av folkpartisten Birgit Friggebo. Där inledde Friggebo med att säga att utrymme för en fjärde marksänd kanal skulle upplåtas. Även efter att Socialdemokraterna återtagit regeringsmakten fortsatte Folkpartiet att driva frågan om en fjärde analog kanal.
Olika sorters innehåll för kanalen diskuterades. Ofta, bland annat i Regler och villkor för ny marksänd TV, föreslogs att M4 skulle användas för att ge plats åt mer lokalt och regionalt utbud. M4 skulle också ha bidragit med konkurrens mot TV4 som då hade monopol på kommersiell TV i marknätet.
Flera företag och personer uppgavs vara intresserade av att sända i M4, däribland Compagnie Luxembourgeoise de Télédiffusion (senare RTL Group) och Gert Eklund (TV21).
M4 kom dock inte att användas för en analog kanal. Från massmedia till multimedia (SOU 1996:25) menade att M4 skulle användas för digital-TV och planerna avstannade helt när det digital marknätet lanserades.

## Källhänvisningar
1. ↑  Tekniskt utrymme för ytterligare TV-sändningar
2. ↑  TELEVISION I SVERIGE - Ägande och struktur Arkiverad 18 mars 2013 hämtat från the Wayback Machine.